# 독일-소련 불가침 조약

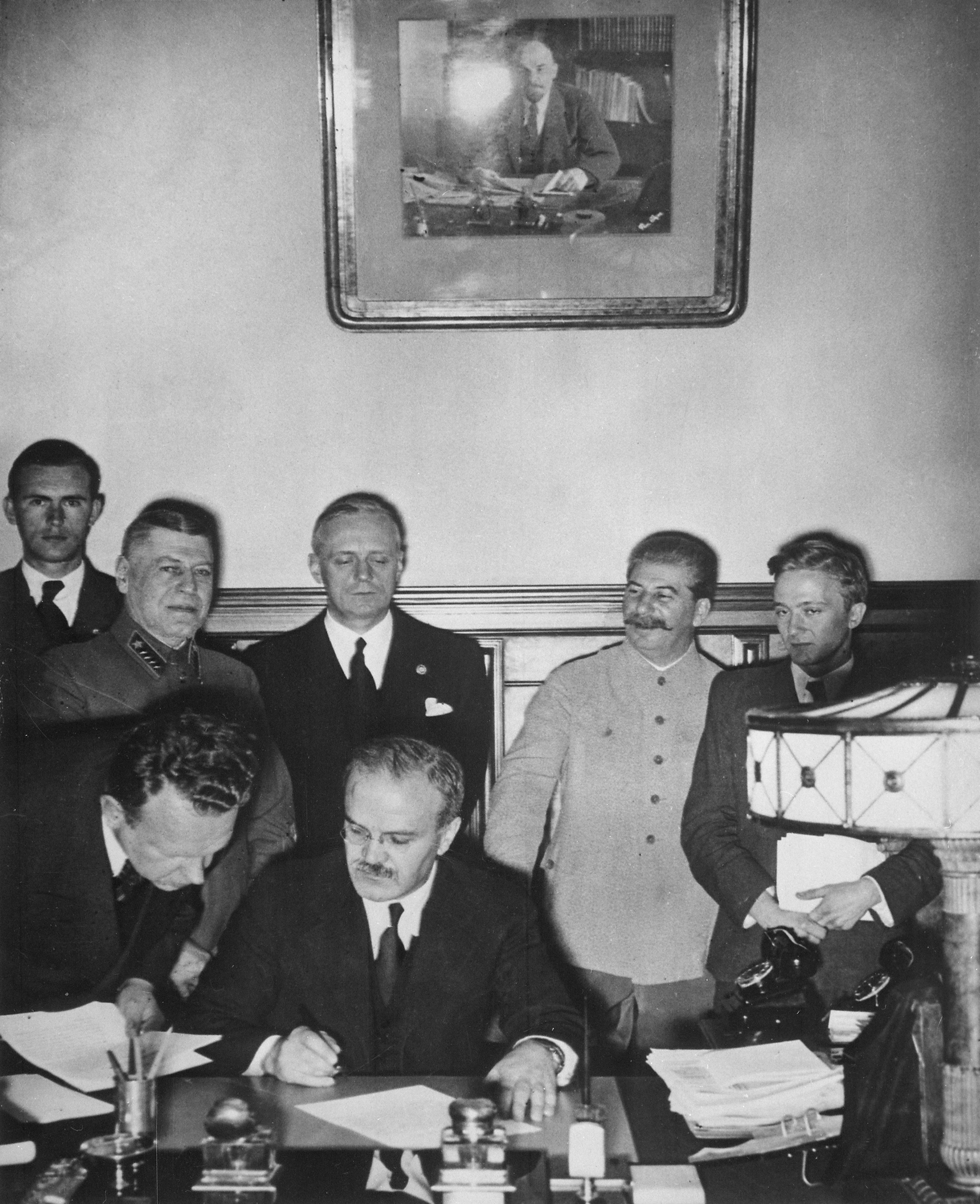
조약문에 서명하고 있는 소련 외무부 장관 뱌체슬라프 몰로토프. 서 있는 사람 중 왼쪽에서 셋째가 독일 외무부 장관 요아힘 폰 리벤트로프, 넷째가 이오시프 스탈린이다.

독일-소련 불가침 조약은 1939년 8월 23일에 나치 독일과 소련이 상호 불가침을 목적으로 조인한 조약이다. 조약에 서명한 인물의 이름을 따서 몰로토프-리벤트로프 조약(영어: Molotov–Ribbentrop Pact)이라고도 부른다. 그러나 2년 뒤인 1941년에 나치 독일이 소련을 침공하여 독소 전쟁이 벌어져 이 조약은 파기되었다.
이 조약의 체결은 전 세계를 경악하게 했다. 왜냐하면 공산주의를 증오한 나치 독일의 히틀러는 독일에서 집권하자마자 독일 국회 의사당 방화 사건을 독일 공산당의 소행이라고 주장하고 독일 공산당을 불법화하여 강제로 해산시키고 마르크스주의 서적을 불태우는 등 자국 내 좌익과 공산주의 세력들을 탄압했고 소비에트 연방도 나치 독일을 소비에트 연방을 크게 위협하는 세력으로 생각하여 서로에게 적개심을 가지고 있었기 때문이었다. 조약의 내용은 다음과 같다.
1. 조약 체결국은 상대방을 공격하지 않는다.
2. 조약 체결국의 한 쪽이 제 3국의 공격을 받으면 상대방 조약 체결국은 조약을 체결한 나라를 공격한 제3국을 일절 원조하지 않는다.
3. 조약 체결국 쌍방은 상대를 적대하는 단체에 가입하지 않는다.
4. 조약 체결국 사이에 생긴 분쟁은 평화적으로 해결한다.

## 독일과 소련의 협력

위의 지도는 조약 체결 내용(지도1)과 실제 결과(지도2)를 비교한 것이다. 조약 체결 당시에는 리투아니아가 독일의 영향권으로 설정되어 있고 루마니아의 분할은 포함되어 있지 않았다.

서방 연합국은 소련과 연합하여 히틀러의 나치 독일 을 제지하려 했고 히틀러는 제1차 세계 대전 때 독일처럼 서부 전선과 동부 전선에서 전쟁하는 사태를 두려워하여 외무장관 요아힘 폰 리벤트로프를 소련으로 보내 1939년 8월 23일에 모스크바에서 소련과 불가침 조약을 맺었다. 소련이 독일과 불가침 조약을 맺은 이유는 스탈린이 믿을 수 없는 서방 연합국과 동맹을 맺기보다는 히틀러와 손을 잡는 게 소련에 더 이익으로 여겼기 때문이다. 이 조약에서 중앙 유럽을 독일과 소련이 각각 분할하기로 하는 비밀 의정서를 만들었다. 폴란드 동부, 라트비아, 에스토니아, 핀란드, 루마니아 북부의 베사라비아는 소련의 영향권에 두기로 인정받았다. 1939년 9월 두 번째 밀약에서 리투아니아도 소련의 몫으로 추가되었다.
1939년 9월 1일에 독일이 폴란드를 공격하여 유럽에서 제2차 세계 대전이 시작된 후에 독일의 요청으로 1939년 9월 17일에 폴란드를 침공:43 한 소련군은 폴란드의 동부 지역을 점령하고 1940년 6월에 발트해의 에스토니아·라트비아·리투아니아 세 나라와 루마니아의 부코비나와 베사라비아를 점령하여 소련의 영토로 만들었다.
그러나 독소 불가침 조약은 1941년 6월 22일에 독일이 이를 위반하고 소련을 침공해 독일과 소련이 전쟁을 시작하며 파기되었다.

## 같이 보기
- 방공 협정(反共協定, 반코민테른 협정)
- 강철 조약
- 삼국 동맹 조약